# 奥维塞多
奥维塞多，是西班牙加利西亚自治区卢戈省的一个市镇。 总面积76平方公里，总人口2194人（2001年），人口密度29人/平方公里。